# Dorian Marin
Dorian Marin (né le 18 juin 1960 à Bacău en Roumanie) est un entraîneur de football roumain.

## Palmarès
- Vainqueur de la Coupe de Syrie en 2001 (avec Hutteen SC)
- Champion d'Ouganda en 2009 (avec Uganda Revenue Authority)
- Vice-Champion de Syrie en 2017 (avec Tishreen SC)